# Genética cuantitativa
La herencia poligénica o cuantitativa muestra un rango continuo de fenotipos que no pueden clasificarse fácilmente. Esta variación se mide y es descrita en términos cuantitativos. Debido a que la variación fenotípica es nil el resultado de la participación de genes de múltiples loci, los caracteres cuantitativos se denominan a menudo caracteres poligenéticos.

## Tipos de caracteres
Sin embargo, no todos los caracteres cuantitativos muestran un rango continuo, por lo que se distinguen tres tipos de caracteres:
- Caracteres continuos: pueden tomar un valor cualquiera dentro de dos límites.
- Caracteres merísticos: los fenotipos se expresan en números enteros.
- Caracteres umbral: están presentes, o no lo están, por lo que son de gran interés, ya que hay gran número de enfermedades que presentan este tipo de herencia.

## Hipótesis de los factores múltiples
Surgió a principios del siglo XX, fruto de una controversia entre aquellos científicos que sostenían que la variación genotípica continua podría explicarse en términos mendelianos, y los que no. Fue postulada por genéticos como William Bateson y Gudny Yule. Según esta hipótesis, muchos genes comportándose cada uno de ellos de modo mendeliano contribuirían al fenotipo de modo acumulativo. 
Esta hipótesis se basa en gran medida en los experimentos de Hermann Nilsson-Ehle, quien utilizó el color del grano de trigo para comprobar que el rango acumulativo de alelos en múltiples loci daba lugar al rango de fenotipos observado en los caracteres cuantitativos.
Sus experimentos consistían en cruzar trigo de granos rojos con otro de granos blancos. La F1 presentaba un color rosa que parecía ser dominancia incompleta, pero carecía de las proporciones fenotípicas 3:1. En cambio, aproximadamente 15/16 presentaban tonalidad roja y 1/16 blancos. Examinando la F2 observó que había 4 tonalidades de rojo diferentes. Teniendo en cuento que las proporciones se presentaban en dieciseisavos, parecía que dos genes, con dos alelos cada uno, controlaba el fenotipo, segregando de forma independiente de forma mendeliana. 
Así pues, esta ley consta de 5 puntos principales:
- Los caracteres fenotípicos con variación continua se pueden cuantificar.
- A menudo, dos o más genes, actúan sobre el fenotipo de modo aditivo.
- Cada locus puede estar ocupado por un alelo aditivo, que contribuye con una cantidad dada al fenotipo, o por un alelo no aditivo, que no contribuye.
- La contribución de cada alelo aditivo al fenotipo es aproximadamente equivalente.
- Juntos, los alelos aditivos dan lugar a una variación fenotípica sustancial.

## Análisis estadístico de los caracteres poligénicos
Para que la información sea exacta, es necesario que la muestra esté tomada al azar y sea representativa de la población. Los datos a menudo siguen una distribución normal, por lo que se pueden emplear varios métodos estadísticos:
- Media: Indica donde está el punto central dentro del rango de medidas. Se calcula con la siguiente fórmula:

{\displaystyle {\bar {X}}={\sum X_{i} \over n}}
- Varianza: La media no nos dice nada de la forma en la que se distribuyen los datos. Para obtener información sobre la dispersión de los datos alrededor de la media empleamos la varianza. Se calcula:

{\displaystyle S^{2}={\sum (X_{i}-{\bar {X}})^{2} \over n-1}}
- Desviación típica: Sirve para expresar la dispersión alrededor de la media en unidades originales:

{\displaystyle S={\sqrt {s^{2}}}}
- Error típico: Al tomar varias muestras de una población, podemos observar que las medias varían. Para medir con exactitud la media de la muestra se emplea el error típico de la media:

{\displaystyle S_{\bar {X}}={S \over {\sqrt {n}}}}
- Covarianza: Mide la variación común para dos caracteres cuantitativos:

{\displaystyle cov_{X}Y={\sum [(X_{i}-{\bar {X}})(Y_{i}-{\bar {Y}})] \over n-1}}
- Coeficiente de correlación: sirve para normalizar la covarianza. Nos dice el grado en el que la variación de un carácter cuantitativo está asociada con la variación del otro.

{\displaystyle r={cov_{X}Y \over S_{\bar {X}}S_{\bar {Y}}}}

## Heredabilidad
La heredabilidad describe la proporción de la variación fenotípica de una población que se debe a factores genéticos, para diferenciarla de la proporción que se debe a las influencias ambientales. Así pues, una heredabilidad alta indica que gran parte de la variación se puede atribuir a factores genéticos, mientras que una heredabilidad baja indica que los factores ambientales tienen una mayor influencia sobre dicha variación. La heredabilidad no es un carácter fijo, ya que en poblaciones con distintas circunstancias, esta varía.

### Varianza fenotípica
Para medir estas variaciones, utilizaremos la varianza fenotípica {\displaystyle (V_{F})}, que a su vez está compuesta por:
- Varianza genética {\displaystyle (V_{G})}: diferencias fenotípicas debidas a diferencias genéticas.
- Varianza ambiental {\displaystyle (V_{A})}: diferencias fenotípicas debidas a efectos ambientales.
- Interacción genético-ambiental{\displaystyle (V_{GA})}: cuando el efecto de un gen depende del ambiente en el que se encuentra.

{\displaystyle V_{F}=V_{G}+V_{A}+V_{GA}}
A su vez, la varianza genética puede dividirse según sus diferentes componentes: 
- Varianza genética aditiva {\displaystyle (V_{AD})}: comprende los efectos aditivos de los genes sobre el fenotipo.
- Varianza genética por dominancia {\displaystyle (V_{D})}: el efecto de un alelo depende de otro alelo de ese gen.
- Varianza por interacción génica {\displaystyle (V_{I})}: cuando el efecto de un alelo depende de otro/s gen/es.

{\displaystyle V_{G}=V_{AD}+V_{D}+V_{I}}
si tenemos en cuenta la fórmula anterior, tenemos que:
{\displaystyle V_{F}=V_{AD}+V_{D}+V_{I}+V_{A}+V_{GA}}

### Tipos de heredabilidad
La heredabilidad puede ser de dos tipos:
- Heredabilidad en sentido amplio {\displaystyle (H^{2})}: mide la contribución de la varianza genética a la varianza fenotípica total:

{\displaystyle H^{2}={V_{G} \over V_{F}}}
- Heredabilidad en sentido restringido (h): es la proporción de la varianza fenotípica debida exclusivamente a la varianza genética aditiva:

{\displaystyle h^{2}={V_{AD} \over V_{F}}}

## Selección artificial
Es un proceso mediante el cual se escogen individuos específicos con los fenotipos preferidos a partir de una población que en principio es heterogénea, para producir una mejora en el futuro. Se produce una población con una elevada frecuencia de individuos con las características deseadas. 
La heredabilidad en sentido restringido es útil para la mejora de animales y vegetales, ya que son los caracteres con acción aditiva los que mejor se manipulan. Así, podemos emplear la heredabilidad en sentido restringido para medir el impacto de la selección, ya que a mayor valor de la misma, mayor será el cambio del carácter en la generación siguiente.
La partición de los componentes de la varianza genética es muy compleja, por lo que siguiendo el planteamiento más sencillo podemos comparar:
- La población original (M).
- Los individuos seleccionados empleados como padres (M1)
- Los descendientes resultantes del cruce de M1 (M2)

{\displaystyle h^{2}={M2-M \over M1-M}}
Podemos simplificar definiendo M2 – M como respuesta (R) y M1 – M como el diferencial de selección (S). Así nos quedaría:
{\displaystyle h^{2}={R \over S}}